# Anaclileia winchesteri
Anaclileia winchesteri är en tvåvingeart som beskrevs av Coher 1995. Anaclileia winchesteri ingår i släktet Anaclileia och familjen svampmyggor. Inga underarter finns listade i Catalogue of Life.